# 3837 Carr
A 3837 Carr (ideiglenes jelöléssel 1981 JU2) a Naprendszer kisbolygóövében található aszteroida. Carolyn Shoemaker fedezte fel 1981. május 6-án.